# Anfallet mot Borgå
Anfallet mot Borgå var ett ryskt anfall mot de svenska trupperna vid Borgå i juli 1708 under Stora nordiska kriget. 
Den svenske befälhavaren Georg Lybecker drog sig undan från landsvägen den 7 juli och sökte ett öppet fältslag mellan de två arméerna, men den ryska armén under Fjodor Apraksin fortsatte mot Helsingfors som intogs den 10 juli.